# Nervio cubital
El nervio cubital, también conocido como nervio ulnar, es un nervio que discurre medial a la ulna (hueso cúbito).

## Anatomía
El nervio ulnar se origina principalmente de las raíces espinales C8 y T1, que forman el fascículo medial del plexo braquial o también llamado tronco secundario anterointerno. Sin embargo suele recibir un ramo comunicante de la raíz lateral del nervio mediano cerca de su origen lo que explica la contribución de C7.
El nervio ulnar desciende por el lado posteromedial del húmero, pasando por el surco olecraneano, entra al compartimiento anterior (flexor) del antebrazo a través de las cabezas del flexor ulnar del carpo y discurre medial al cúbito. Luego desciende junto a la arteria ulnar, profundo al músculo flexor ulnar del carpo. Aquí en el antebrazo da varias ramas:
- ramas musculares
- rama palmar
- rama dorsal

Luego entra en la palma de la mano. El nervio y la arteria ulnar pasan superficiales al retináculo flexor de la mano, por el canal ulnar. En la palma da sus ramas finales:
- rama superficial del nervio ulnar
- rama profunda del nervio ulnar

## Inervación

### Motora
El nervio ulnar y sus ramas inervan los siguientes músculos en el antebrazo y la mano:
- En el antebrazo:
  - Músculo flexor ulnar del carpo
  - Músculo flexor común profundo de los dedos de la mano (la mitad medial)
- En la mano (rama profunda):
  - De la eminencia hipotenar:
    - Músculo abductor del meñique
    - Músculo flexor del meñique
    - Músculo oponente del meñique
    - Los lumbricales 3 y 4

  - De la eminencia tenar
    - Músculo aductor del pulgar
    - Cabeza profunda del músculo flexor corto del pulgar
- En la mano (rama superficial)
  - Los músculos interóseos dorsales
  - Los músculos interóseos palmares

### Sensitiva

Esquema de la inervación sensitiva del miembro superior

El nervio ulnar también provee de información sensitiva del quinto dedo, la mitad medial del cuarto, y su parte correspondiente en la palma:
- Rama palmar: inervación cutánea de la parte anterior de dicha zona, uñas incluidas.
- Rama dorsal: inervación cutánea de la parte posterior (sin las uñas).

- Datos: Q254580
- Multimedia: Ulnar nerves / Q254580